# Georg Blohm (Kaufmann)
Georg Blohm (* 9. November 1801 in Lübeck; † 6. März 1878 ebenda) war ein Lübecker Kaufmann, Mäzen und Philanthrop des 19. Jahrhunderts.

## Herkunft
Georg Blohm wurde als Sohn des späteren Lübecker Postmeisters gleichen Namens geboren. Sein Großvater Georg Blohm war im ausgehenden 18. Jahrhundert Lübecker Bürgermeister. Die seit 1619 in Lübeck nachgewiesene Familie Blohm war durch die wirtschaftlichen Beschwernisse der Lübecker Franzosenzeit und deren Folgen in ihrer Perspektive beeinträchtigt.

## Auswanderung nach Mittelamerika
Der junge Georg Blohm sah daher für seine eigene Existenz in der Handelsstadt an der Ostsee keine realistischen Möglichkeiten und wanderte im Jahr 1825 nach Saint Thomas, eine damals noch dänische Insel der Jungferninseln in der Karibik, aus. Dänisch-Westindien galt zu dieser Zeit noch nicht als frei von Piraten, war aber ein blühendes Handelszentrum. Dort ehelichte er die Tochter des örtlichen dänischen Friedensrichters Ann Margret Lind († 1878). 1829 zogen beide in das gerade von Spanien unabhängig gewordenen Venezuela um. Blohm gründete dort in La Guaira ein bald äußerst erfolgreiches und später über Generationen als Familienunternehmen einflussreiches Handelsgeschäft, eines der größten Venezuelas. Die Reederei Blohm, Nölting & Co gab im Postverkehr zwischen La Guaira und Saint Thomas zeitweilig sogar eigene Briefmarken heraus. Der erarbeitete Erfolg räumte ihm die Möglichkeit ein, bereits im Alter von nur 42 Jahren in seine Heimatstadt Lübeck zurückzukehren, um so einen ordnungsgemäßen Schulbesuch für seine vier Söhne sicherzustellen.

## Zurück in Lübeck

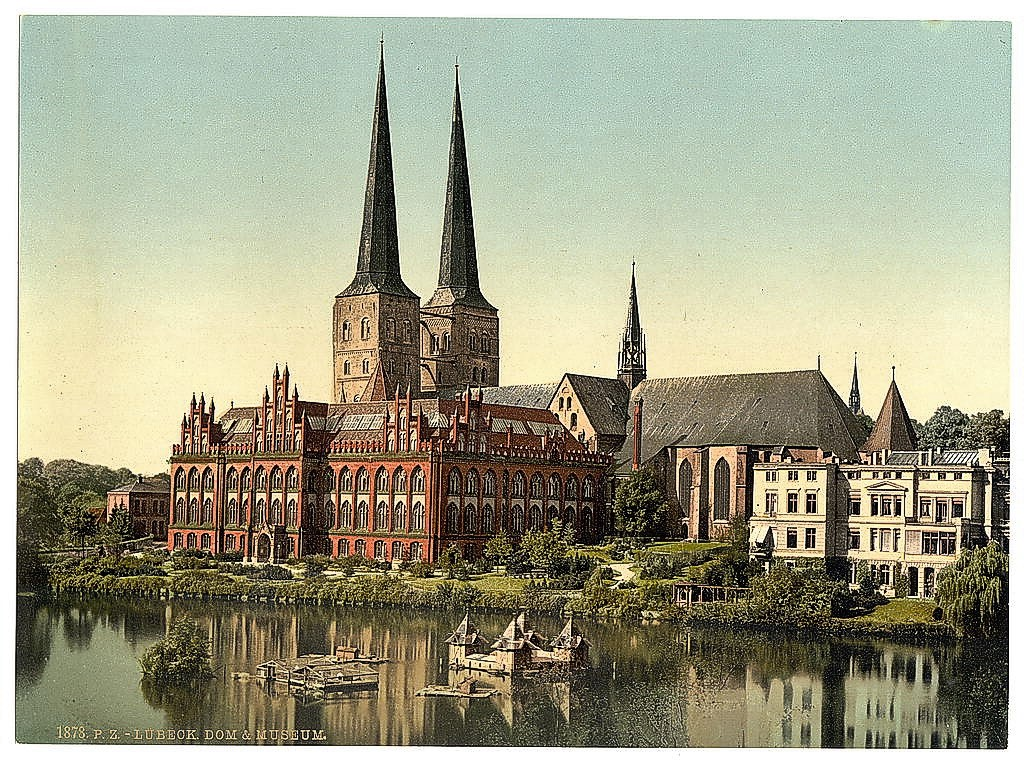
Dommuseum von 1892 bis 1942 vor dem Lübecker Dom

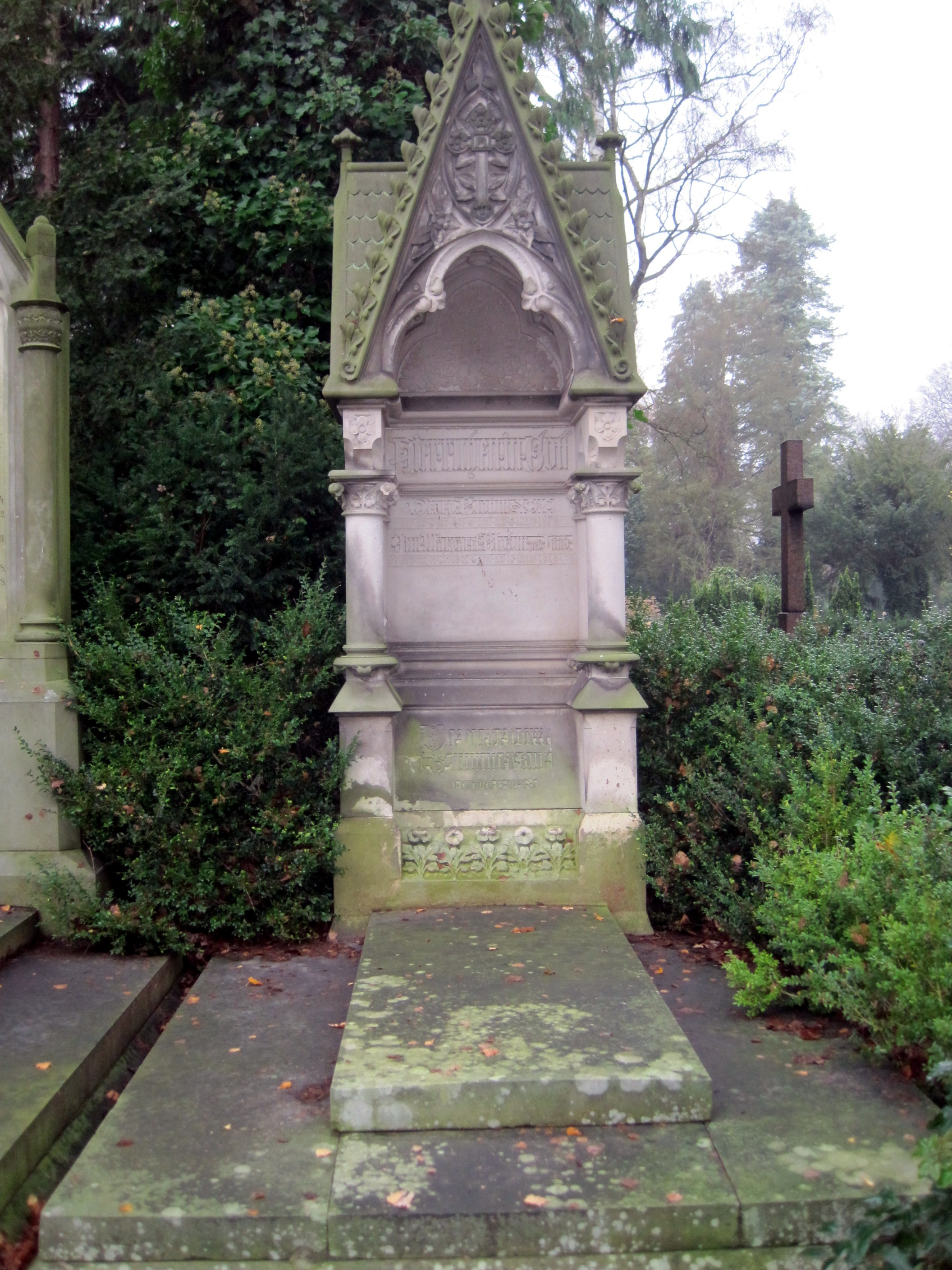
Familiengrab auf dem Burgtorfriedhof

Blohm erwarb ein traditionsreiches Haus mit Garten in der Lübecker Königstraße 9. Heute ist es als Drägerhaus des Museums Behnhaus zu besichtigen; im ausgehenden Mittelalter war es in sicherlich anderer architektonischer Form von dem damals sehr bedeutenden Lübecker Bürgermeister Nikolaus Brömse bewohnt worden. Der Particulier Blohm engagierte sich in Lübeck im Ausschuss der Lübeck-Büchener Eisenbahn und in der Gesellschaft zur Beförderung gemeinnütziger Tätigkeit. Die Eheleute Blohm vermachten der Hansestadt Lübeck bei ihrem Ableben den Betrag von 150.000 Goldmark „zur Beförderung des Gedeihens vaterstädtischer Angelegenheiten“, die unter Bürgermeister Kulenkamp nebst den zwischenzeitlich aufgelaufenen Zinsen als Grundkapital für das 1892 fertiggestellte Museum am Dom eingesetzt wurden. Das Gebäude wurde im Luftangriff auf Lübeck am 29. März 1942 zerstört. Der Wiederaufbau beherbergt heute das Museum für Natur und Umwelt und das Archiv der Hansestadt Lübeck. Die Eheleute Blohm wurden auf dem Burgtorfriedhof begraben.

## Nachfahren

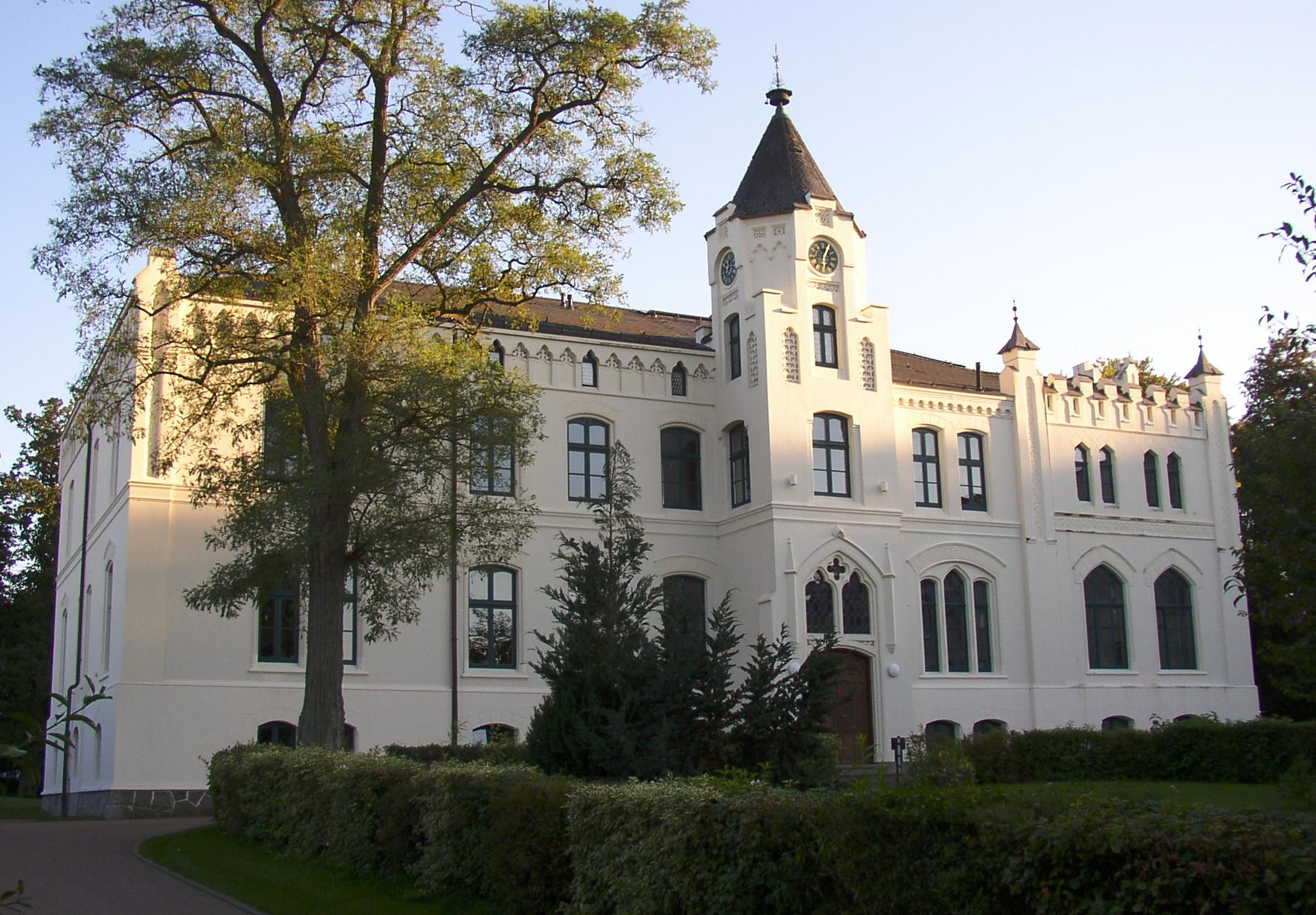
Herrenhaus in Viecheln

Die Söhne Georg Heinrich (1835–1909) und Ludwig Friedrich (1837–1911) führten die begonnenen Handelsaktivitäten als Mitbegründer der Firma „G.H.und L.F.Blohm & Co.“ in Venezuela und Hamburg, die seit 1871 den Firmennamen „Blohm & Co.“ trug, fort. Wilhelm Eduard (1840–1915), der dritte Sohn wurde 1864 Gutsherr auf Viecheln (heute Ortsteil von Behren-Lübchin) in Mecklenburg, und der jüngste Sohn Hermann Blohm (1848–1930) schlug als Mitbegründer des Industrieunternehmens Blohm & Voss reputierlich aus der Art. Sein Vater sah diesen Plan zwar skeptisch, förderte jedoch die Werftgründung mit einem Darlehen von 500.000 Mark.
Auch die nachfolgenden Generationen der Familie Blohm förderten von Südamerika aus Kunst und Kultur in Norddeutschland, so das Hamburger Museum für Kunst und Gewerbe mit der bekannten Porzellansammlung von Otto Blohm, heute im neoklassizistischen Blohm-Zimmer des Museums, das 1912 für die Villa Blohm geschaffen wurde. An die Familie erinnert in Hamburg auch noch Blohm's Park in Hamburg-Horn.

## Literatur

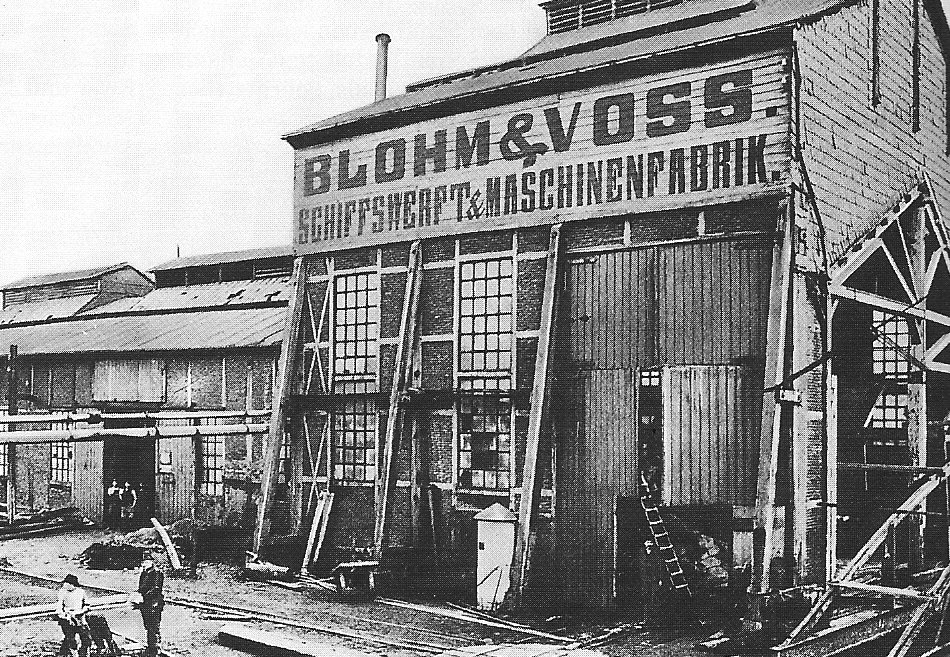